# Opel Vectra C
Der Opel Vectra C ist ein Mittelklasse-Fahrzeug von Opel, das von Frühjahr 2002 bis Sommer 2008 produziert wurde. Er löste den zu dem Zeitpunkt sieben Jahre lang angebotenen Vectra B ab.
Die Vorstellung erfolgte im März 2002 auf dem Genfer Auto-Salon. Das Fahrzeug basiert auf der Epsilon-Plattform von GM.

## Modellgeschichte

### Allgemeines
Der Verkauf des Vectra C startete im April 2002 zunächst mit der Stufenhecklimousine, während die Fließheck-Version im September 2002 als sportlicher GTS mit serienmäßig tiefergelegter Karosserie eingeführt wurde. Der Caravan wurde auf der IAA vorgestellt und war ab Oktober 2003 beim Händler erhältlich. Er besitzt einen längeren Radstand als die Limousine.
Der Vectra C ist länger als sein Vorgänger. Dabei spielte auch eine Rolle, dass Opel mit dem gewachsenen Vectra auch in der oberen Mittelklasse konkurrieren wollte, da der Omega im Juni 2003 eingestellt wurde. Mit der Epsilon-Plattform wurde bei Opel die Fahrzeugvernetzung mit dem CAN-Bus eingeführt, die auch im Astra H verwendet wurde.
Weitere Neuerungen waren die elektrohydraulische Servolenkung, die die bisher verwendete rein hydraulische Servolenkung ersetzte, sowie das ab Sommer 2004 optional erhältliche aktive Fahrwerk IDS+ mit elektronischer Dämpferverstellung CDC (Continuous Damping Control).
Wie die Vorgänger wurde auch der Vectra C mit Stufenheck, Schrägheck und als Kombi (Caravan) verkauft. Im strengen Sinne ist auch das Modell Signum eine Karosserie- bzw. Fahrzeugvariante.

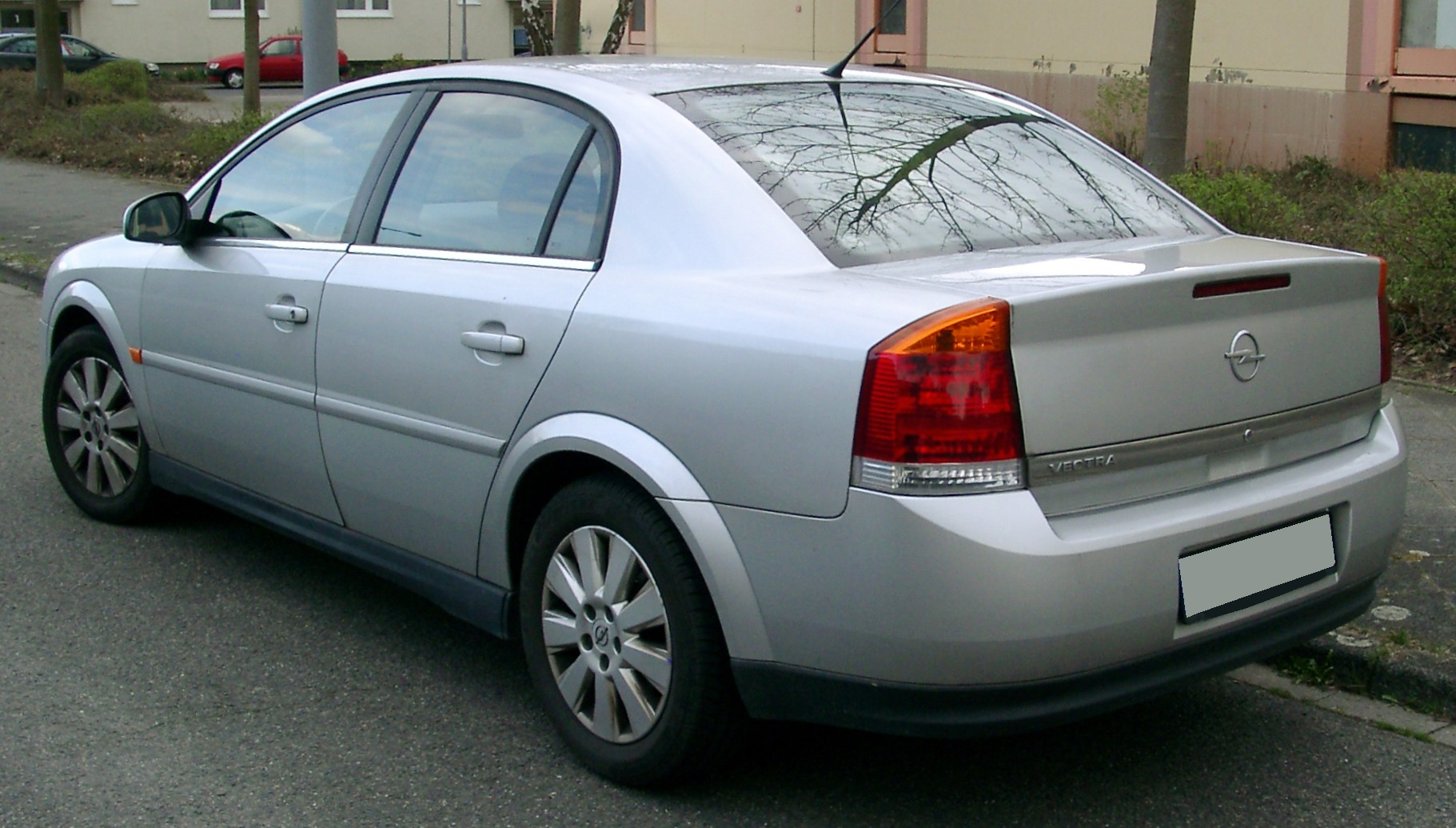
Heckansicht
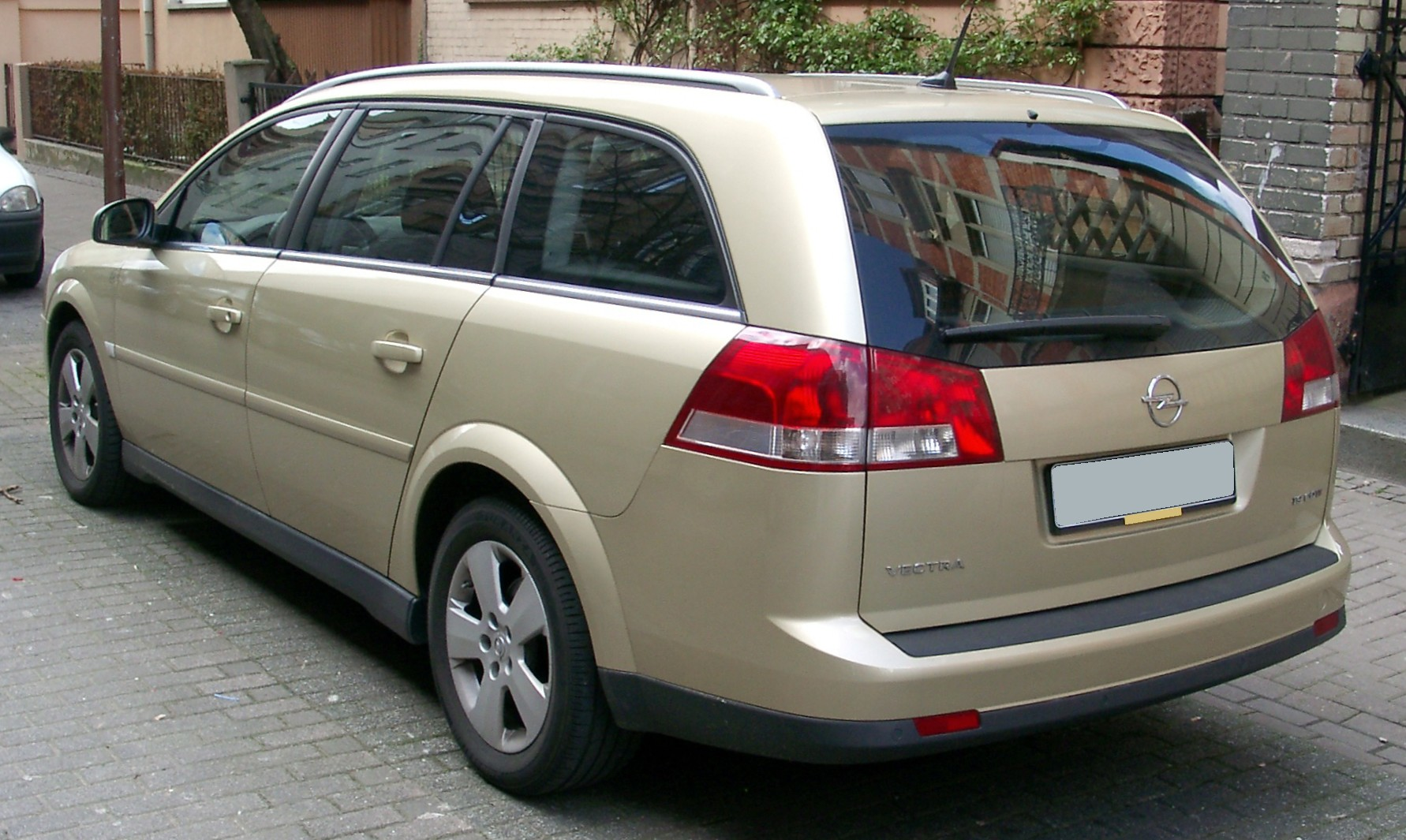
Opel Vectra Caravan (2003–2005)

### Modellpflege
Nach einer ersten kleineren Überarbeitung im März 2004 wurde der Vectra C im Juni 2005 einem umfassenden Facelift unterzogen, das äußerlich an einer überarbeiten Front mit markanten Scheinwerfern ähnlich wie beim Astra H zu erkennen war.
Darüber hinaus wurden die Frontschürze und der Kühlergrill neu gestaltet. Im Innenraum fanden höherwertig wirkende Kunststoffe Verwendung. Die Dieselmotoren erhielten serienmäßig wartungsfreie Partikelfilter. Der 3,2 Liter große V6-Ottomotor entfiel, stattdessen kam in zwei Versionen der von GM bekannte 2,8-l-V6 mit Turbolader zum Einsatz.

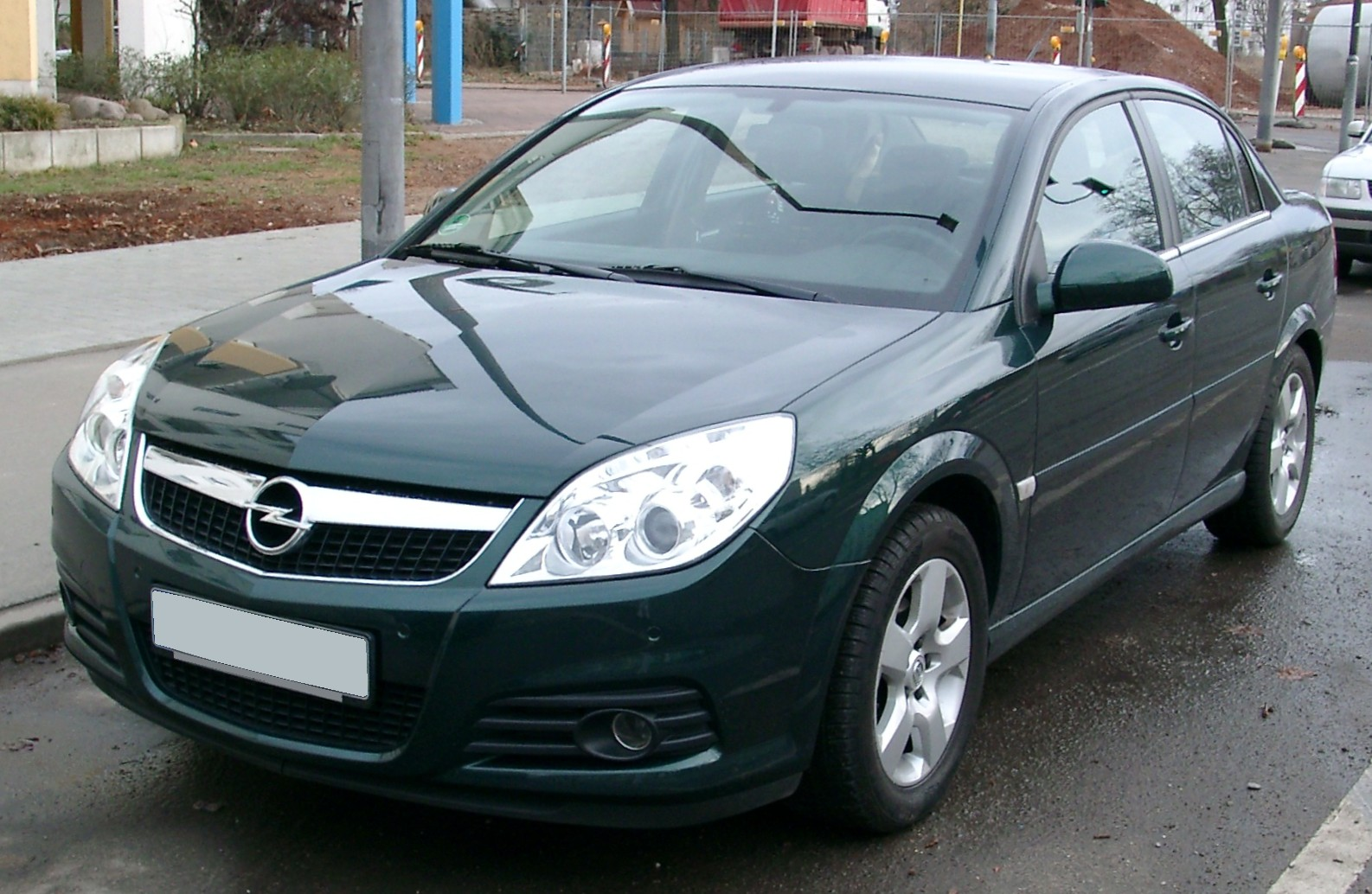
Opel Vectra Stufenheck (2005–2008)
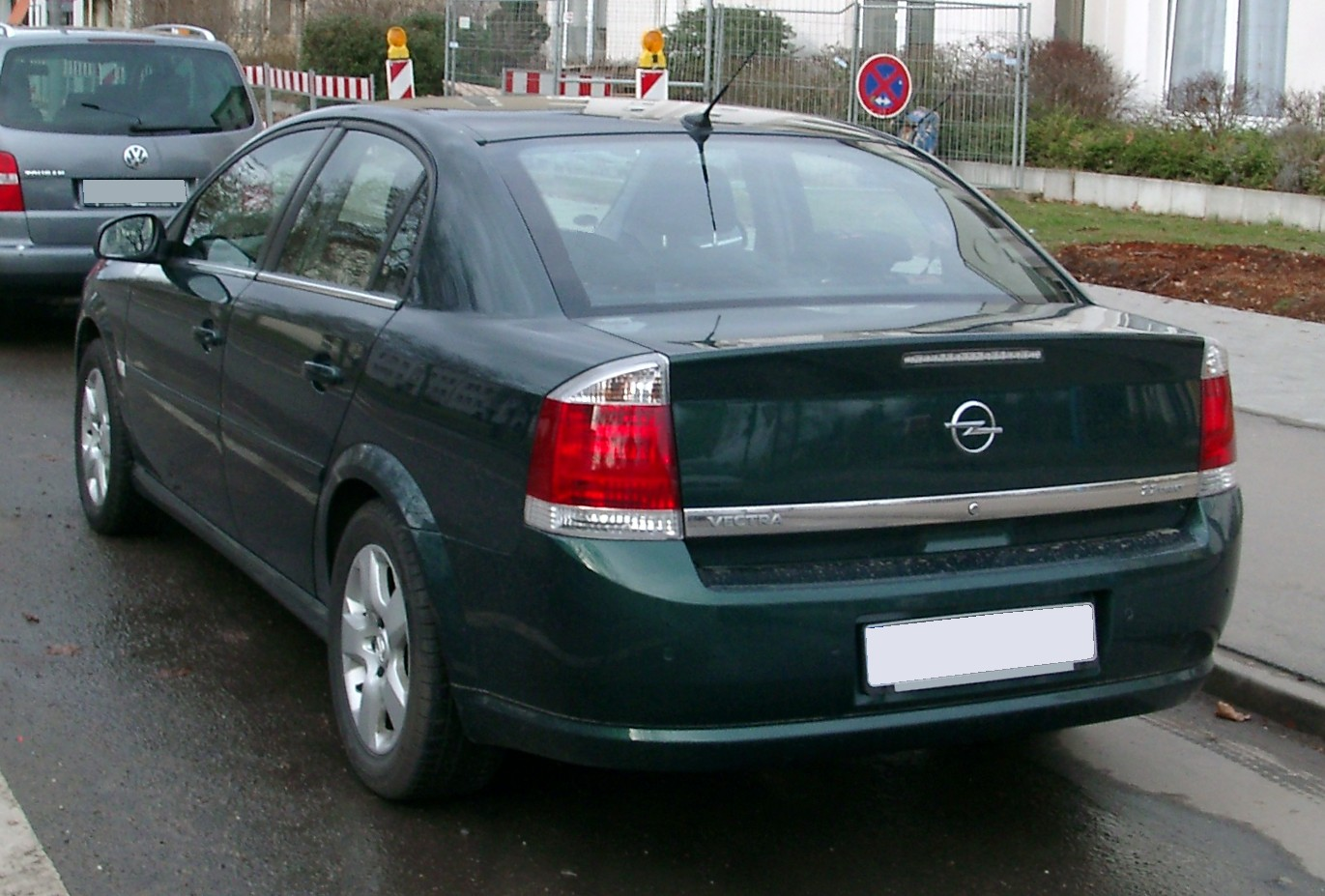
Heckansicht
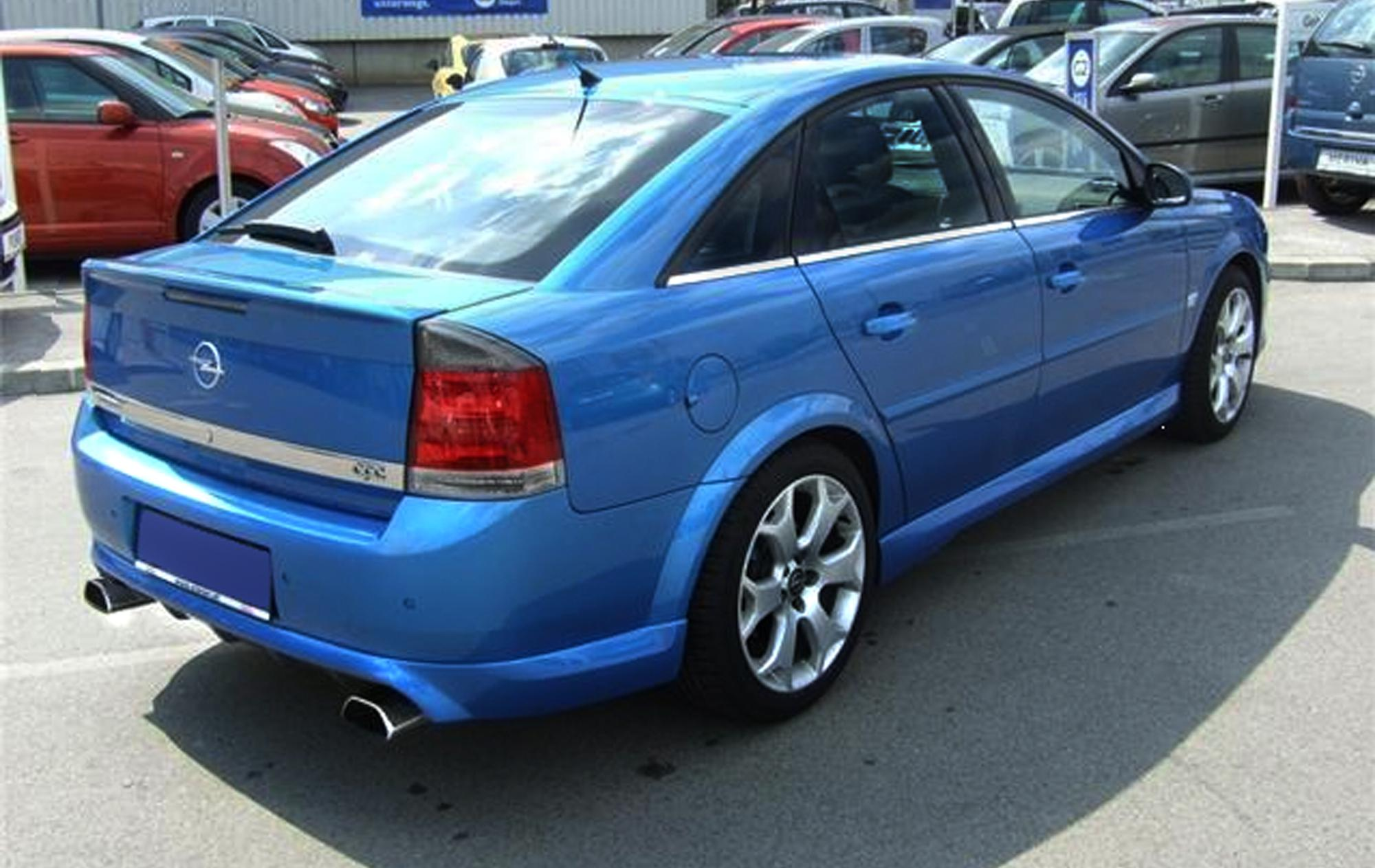
Opel Vectra OPC Fließheck (2005–2008)
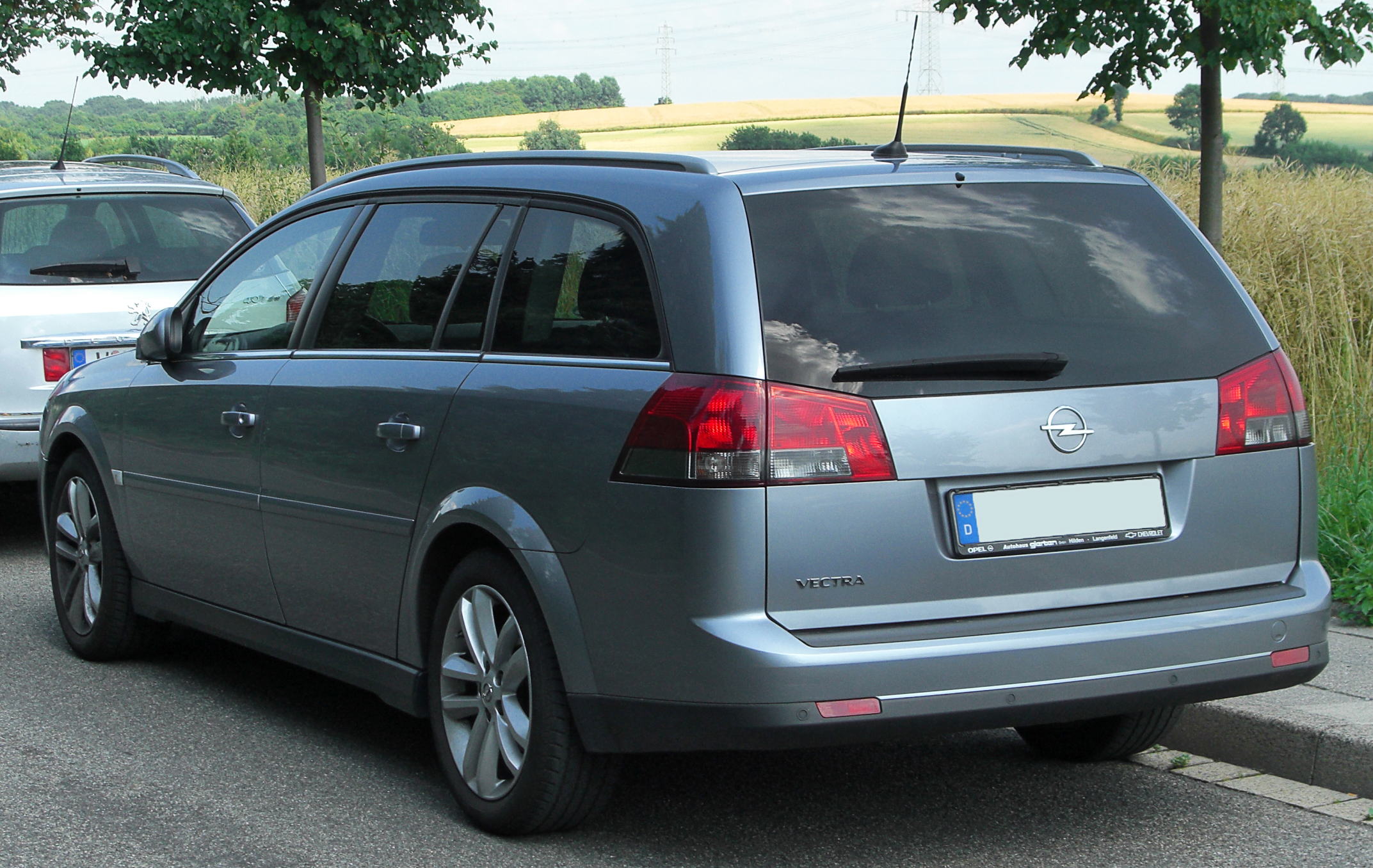
Opel Vectra Caravan (2005–2008)

OPC-Design
Ab 24. Juni 2005 wurde das OPC-Line-Paket mit Frontspoilerlippe, Heckschürzenlippe, Seitenschweller und Heckspoiler (Limousine) bzw. Dachspoiler (Caravan) angeboten. Ab 12. Oktober 2005 beinhaltete es zusätzlich dunkel getönte Front- und Rückleuchten. Ab 30. November 2005 beinhaltete es zusätzlich für die Limousine zwei sichtbare, verchromte Auspuffendrohre (für 2.2 DIRECT, 2.0 Turbo, 2.8 V6 Turbo und 3.0 V6 CDTI) bzw. ein sichtbares, verchromtes Endrohr (für 1.6, 1.8 und 1.9 CDTI). Zugleich wurde es in OPC Line-Paket umbenannt.
Ab 1. März 2006 wurde zusätzlich das OPC Line-Paket 2 angeboten. Es beinhaltete neben dem kompletten Ausstattungsumfang des OPC Line-Paket zusätzlich Stoßfänger im OPC-Design, OPC-Lederlenkrad und OPC-Schaltknauf (nur für 6-Gang-Schaltgetriebe). Es war nicht erhältlich für 1.6 und 2.8 V6 Turbo.
Ab 16. Oktober 2006 trug das bisherige OPC Line-Paket bei unverändertem Ausstattungsumfang die Bezeichnung OPC Line-Paket 1.
Ab 22. Juni 2007 ersetzte das Sport-Paket das bisherige OPC Line-Paket 1 und OPC Line-Paket 2. Das Sport-Paket verfügt über den kompletten Ausstattungsumfang des OPC Line-Paket 2. Zusätzlich beinhaltet es Leichtmetallräder 7½ J x 18 im Y-Speichen-Design mit Reifen 225/45 R 18, Sportfahrwerk (Karosserie 20 mm tiefergelegt) sowie Sportsitze (Stoff/Leder). Anstatt mit Sportsitzen (Stoff/Leder) wurde das Sport-Paket auch mit Recaro-Sportsitzen angeboten.

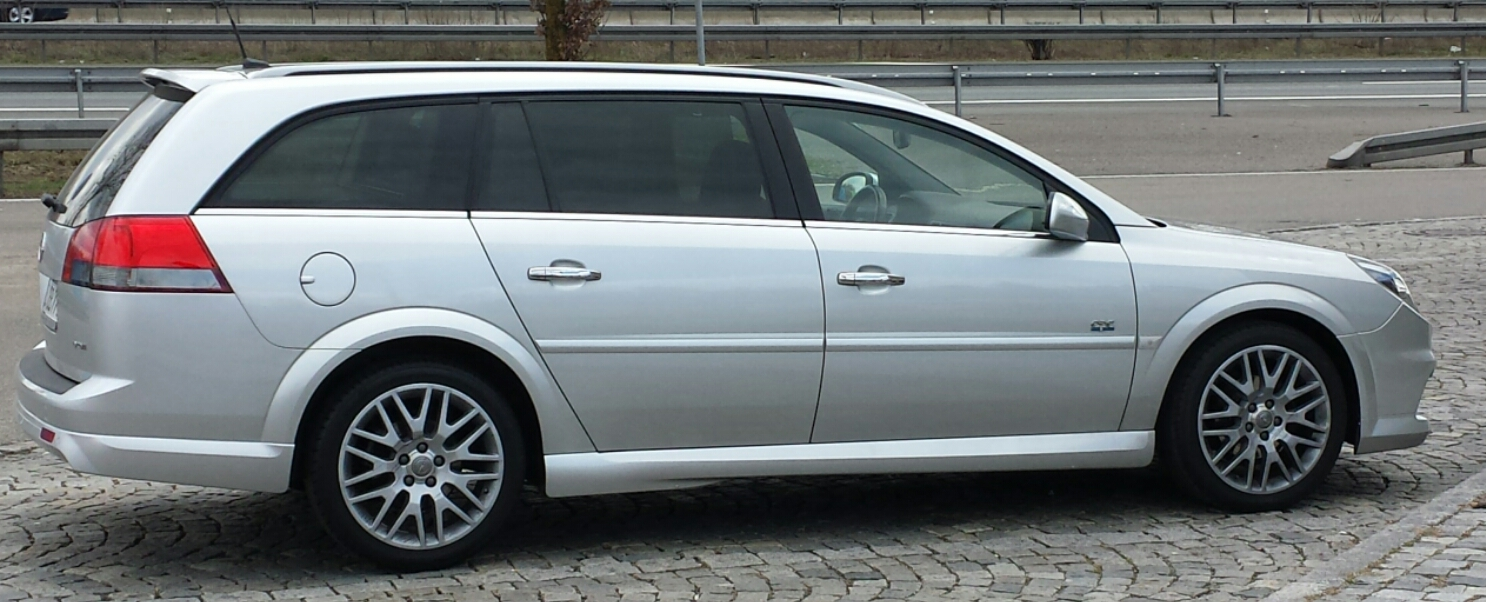
Opel Vectra Caravan 1.9 CDTI mit Sonderausstattung Sport-Paket (2008)

Die Produktion von Vectra C und Signum wurde im Juli 2008 beendet. Ab November desselben Jahres ersetzte ihn in Deutschland der Insignia A.

## Neuzulassungen in Deutschland
Der Vectra C konnte bei weitem nicht an die Erfolge seiner Vorgänger anknüpfen. Das einstige Erfolgsmodell platzierte sich in der Neuzulassungsstatistik bestenfalls auf dem fünften Platz innerhalb des Segments Mittelklasse. So wurden 2006 in Deutschland im Vergleich fast fünfmal so viele VW Passat neu zugelassen. Der Škoda Octavia kam auf mehr als doppelt so viele Neuzulassungen.
Aufgeführt sind die jährlichen Neuzulassungen vom Vectra (alle Generationen) in Deutschland laut Statistik des Kraftfahrt-Bundesamtes.
| Jahr   | 2002   | 2003       | 2004   | 2005   | 2006   | 2007   | 2008   | 2009  | 2010 |
| ------ | ------ | ---------- | ------ | ------ | ------ | ------ | ------ | ----- | ---- |
| Anzahl | 43.958 | 50.498 (1) | 36.572 | 31.327 | 25.337 | 18.087 | 12.842 | 1.255 | 30   |

## Ausstattungsvarianten in Deutschland
| Cosmo        | 06/2005–06/2007 |
| Cosmo Plus   | 07/2007–07/2008 |
| Edition      | 06/2005–06/2007 |
| Edition Plus | 07/2007–07/2008 |
| GTS          | 07/2002–06/2007 |
| OPC          | 06/2005–07/2008 |

Sondermodelle
| Edition       | 07/2004–11/2004 |
| First Edition | 06/2005–08/2005 |
| Turbo Edition | 04/2003–06/2003 |
| Irmscher i35  | 2004–2005       |

## Motoren

### Ottomotoren
| Modell            | Motortyp       | Hubraum  | Zylinder/Ventile | Leistung kW (PS) / min−1 | max. Drehmoment (Nm bei min−1) | Bauzeit         | 0–100 km/h | Vmax     | Verbrauch (l/100 km) | Abgasnorm | Bemerkungen                            |
| ----------------- | -------------- | -------- | ---------------- | ------------------------ | ------------------------------ | --------------- | ---------- | -------- | -------------------- | --------- | -------------------------------------- |
| 1.6               | Z16XE          | 1598 cm³ | R4 / 16V         | 74 (100)/6000            | 150/3600                       | 08/2004–05/2005 | 12,5 s     | 192 km/h | 7,2                  | Euro 4    |                                        |
| 1.6 Twinport      | Z16XEP         | 1598 cm³ | R4 / 16V         | 77 (105)/6000            | 150/3900                       | 06/2005–07/2008 | 12,6 s     | 194 km/h | 6,8                  | Euro 4    |                                        |
| 1.8               | Z18XE          | 1796 cm³ | R4 / 16V         | 90 (122)/6000            | 167/3800                       | 03/2002–05/2005 | 11,2 s     | 205 km/h | 7,9                  | Euro 4    |                                        |
| 1.8               | Z18XER         | 1796 cm³ | R4 / 16V         | 103 (140)/6300           | 175/3800                       | 06/2005–07/2008 | 10,7 s     | 210 km/h | 7,2                  | Euro 4    |                                        |
| 2.0 Turbo (1) (3) | Z20NET         | 1998 cm³ | R4 / 16V         | 129 (175)/5500           | 265/2500–3800                  | 04/2003–07/2008 | 9,1 s      | 230 km/h | 8,9                  | Euro 4    |                                        |
| 2.2               | Z22SE          | 2198 cm³ | R4 / 16V         | 108 (147)/5600           | 203/4000                       | 03/2002–03/2004 | 10,2 s     | 216 km/h | 8,6                  | Euro 4    |                                        |
| 2.2 direct        | Z22YH          | 2198 cm³ | R4 / 16V         | 114 (155)/5600           | 220/3800                       | 10/2003–07/2008 | 9,6 s      | 218 km/h | 7,7                  | Euro 4    | nicht für E10-Kraftstoff geeignet      |
| 2.8 V6 Turbo (1)  | Z28NEL, Z28NET | 2792 cm³ | V6 / 24V         | 169 (230)/5500           | 330/1800–4500                  | 06/2005–06/2006 | 7,4 s      | 250 km/h | 10,3                 | Euro 4    |                                        |
| 2.8 V6 Turbo (1)  | Z28NET         | 2792 cm³ | V6 / 24V         | 184 (250)/5500           | 350/1800–4500                  | 01/2006–07/2008 | 6,9 s      | 250 km/h | 10,3                 | Euro 4    |                                        |
| OPC               | Z28NET         | 2792 cm³ | V6 / 24V         | 188 (255)/5500           | 355/1800–4500                  | 08/2005–06/2006 | 6,7 s      | 260 km/h | 10,4                 | Euro 4    |                                        |
| OPC               | Z28NET, Z28NEH | 2792 cm³ | V6 / 24V         | 206 (280)/5500           | 355/1800–4500                  | 06/2006–07/2008 | 6,3 s      | 250 km/h | 10,4                 | Euro 4    |                                        |
| 3.2 V6            | Z32SE          | 3175 cm³ | V6 / 24V         | 155 (211)/6200           | 300/4000                       | 07/2002–05/2005 | 7,7 s      | 248 km/h | 9,8                  | Euro 4    |                                        |
| Irmscher i35      | Z32SE          | 3175 cm³ | V6 / 24V         | 222 (302)/5800           | 370/4800                       | 2004–2005       | 6,3 s      | 283 km/h |                      | Euro 3    | Leistungsgesteigert mittels Kompressor |

### Dieselmotoren
| Modell              | Motortyp | Hubraum  | Zylinder/Ventile | Leistung kW (PS) / min−1 | max. Drehmoment (Nm bei min−1) | Bauzeit         | 0–100 km/h | Vmax     | Verbrauch (l/100 km) | Abgasnorm |
| ------------------- | -------- | -------- | ---------------- | ------------------------ | ------------------------------ | --------------- | ---------- | -------- | -------------------- | --------- |
| 1.9 CDTI (2)        | Z19DTL   | 1910 cm³ | R4 / 8V          | 74 (100)/3500–4000       | 260/1700–2500                  | 06/2005–07/2008 | 13,1 s     | 185 km/h | 5,7                  | Euro 4    |
| 1.9 CDTI (2)        | Z19DT    | 1910 cm³ | R4 / 8V          | 88 (120)/3500–4000       | 280/2000–2750                  | 03/2004–07/2008 | 11,5 s     | 200 km/h | 5,7                  | Euro 4    |
| 1.9 CDTI (2) (5)    | Z19DTH   | 1910 cm³ | R4 / 16V         | 110 (150)/4000           | 320/2000–2750                  | 03/2004–07/2008 | 9,8 s      | 217 km/h | 5,8                  | Euro 4    |
| 2.0 DTI             | Y20DTH   | 1995 cm³ | R4 / 16V         | 74 (100)/4000            | 230/1500–2500                  | 07/2002–03/2004 | 13,0 s     | 192 km/h | 5,7                  | Euro 3    |
| 2.2 DTI             | Y22DTR   | 2172 cm³ | R4 / 16V         | 92 (125)/4000            | 280/1500–2750                  | 07/2002–11/2004 | 10,8 s     | 206 km/h | 6,5                  | Euro 3    |
| 3.0 V6 CDTI (4)     | Y30DT    | 2958 cm³ | V6 / 24V         | 130 (177)/4000           | 370/1900–2800                  | 08/2003–05/2005 | 9,3 s      | 226 km/h | 7,0                  | Euro 3    |
| 3.0 V6 CDTI (4) (5) | Z30DT    | 2958 cm³ | V6 / 24V         | 135 (184)/4000           | 400/1900–2700                  | 06/2005–07/2008 | 9,3 s      | 227 km/h | 6,9                  | Euro 4    |

## Der Vectra C weltweit

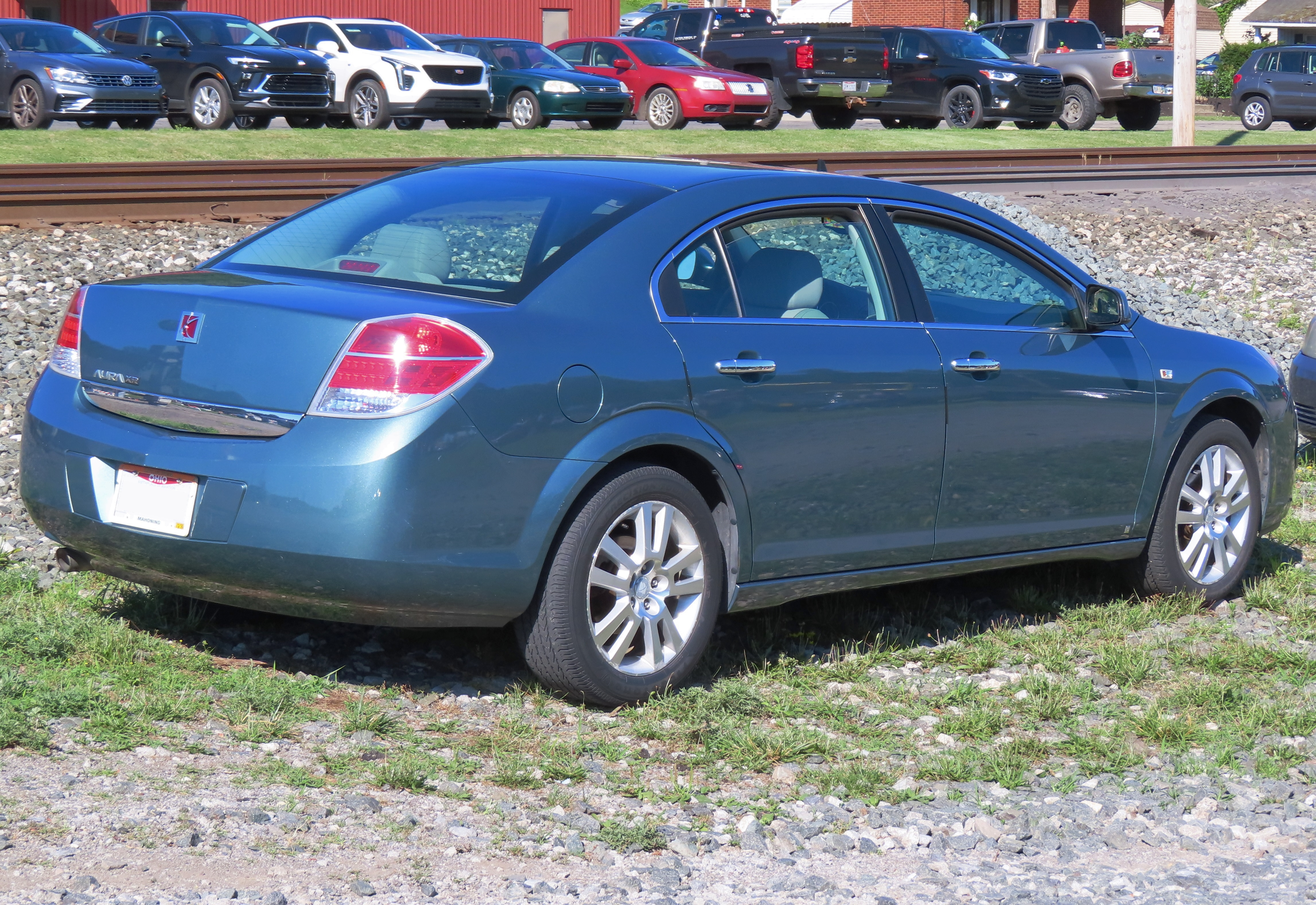
Saturn Aura (2006–2009)

Bis 2008 bot General Motors in Argentinien, Brasilien und Uruguay die Stufenheck- und Fließheckversionen des Vectra C an, in Chile und Mexiko den Vectra C als Chevrolet Vectra.
Von 2006 bis 2009 wurde unter der Produktbezeichnung Saturn von GM auf der gleichen Plattform der Saturn Aura hergestellt, bei dem ebenfalls Bauteile des europäischen Vectra-Modells Verwendung fanden. Im Anschluss darauf startete der Export des Modells nach Ägypten, wo dieser nun als Opel Vectra angeboten wurde. Für den Vertrieb dort war die General Motors Egypt zuständig.